# 킴 호손

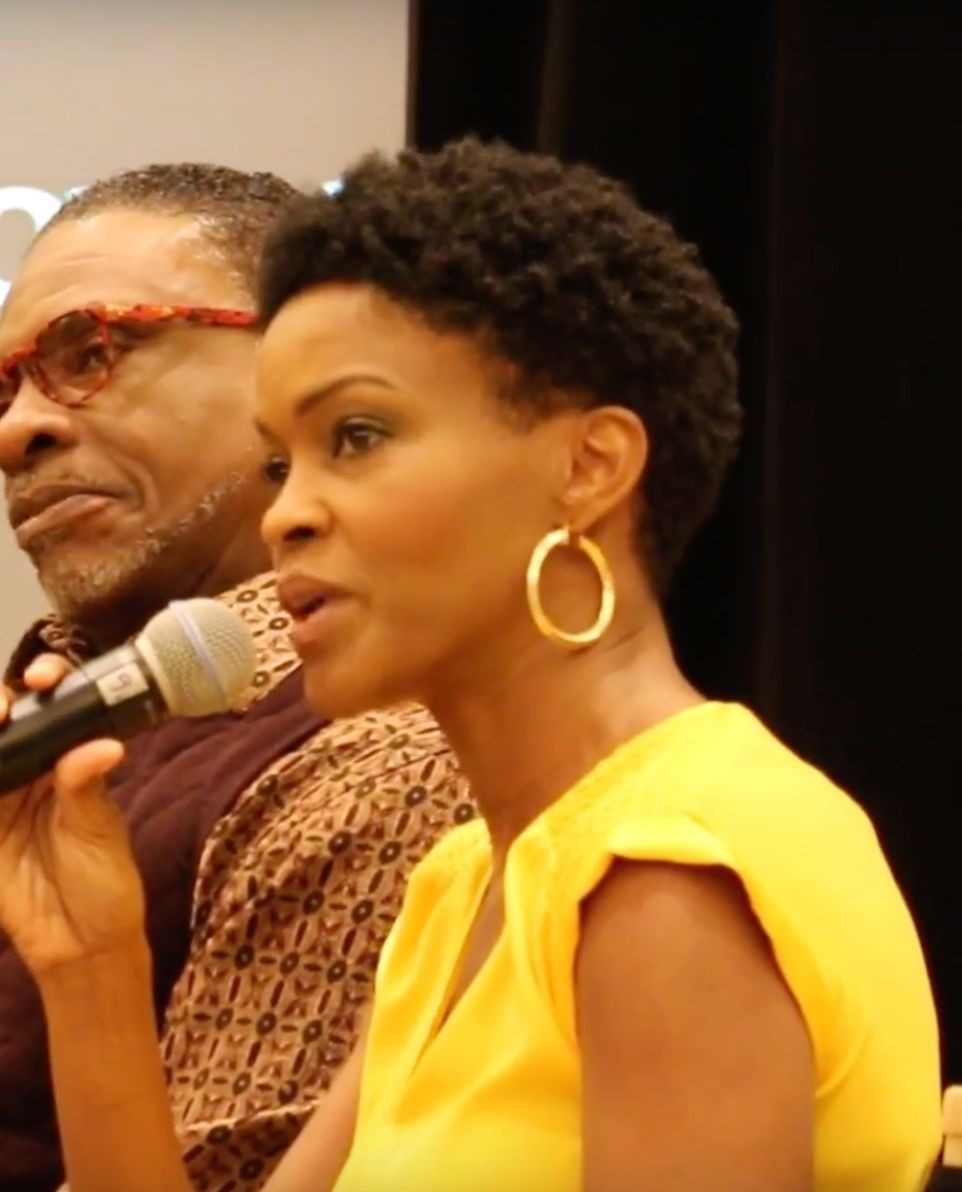

킴 호손(영어: Kim Hawthorne, 1968년 4월 19일 ~ )은 미국의 배우이다.
저지시티에서 태어났다.

## 출연 작품
- 나의 엄마, 나의 딸 (2019년) - 그웬 포드 역
- 브로큰 킹덤 (2012년) - 니나 역
- 커맨더 인 치프 (2005년)
- 리딕 - 헬리온 최후의 빛 (2004년)
- 유니콘의 항해 (2001년)
- 메리-케이트 앤 애슐리 인 액션! (2001년)
- 스팟 (2001년)
- 네고시에이터 2 (2000년)
- 비하인드 더 마스크 (1999년)
- 지하 조직 (1994년) - 해리엇 역
- 그린 리프

### 텔레비전
- In the Heat of the Night (1991, 1994)
- 다크 엔젤 (2000-01)
- 안드로메다 (2001)
- 럭키 루이 (2006-07, Lucky Louie)